# Colinas do Tocantins
Colinas do Tocantins là một đô thị thuộc bang Tocantins, Brasil. Đô thị này có diện tích 844 km², dân số năm 2007 là 29298 người, mật độ 34,71 người/km².